# Jumanos
Gli Jumanos erano un popolo indiano originario del territorio di Sonora (in Messico), del Texas (negli Stati Uniti) e dei territori circostanti. Utilizzavano un linguaggio della famiglia uto-azteca e vivevano principalmente con la coltivazione di mais, zucche, zucchine, meloni e fichi.